# 2014 YB35
(523775) 2014 YB35 eller 2014 YB35 är en jordnära Apollo-asteroid. Den upptäcktes 27 december 2014 av Catalina Sky Survey. Den passerar jorden den 27 mars 2015 på ett avstånd av 4,4 miljoner kilometer, vilket motsvarar drygt 11 gånger avståndet till månen. Den kommer att återigen komma ungefär lika nära jorden åren 2033 och 2128.